# 西敏寺博物馆
西敏寺博物馆（Westminster Abbey Museum）位于英格兰伦敦西敏寺的原修士宿舍下面的11世纪拱顶地下室。这是修道院最古老的区域之一，几乎可以追溯到1065年忏悔者爱德华创建罗马式教堂之初。自1908年以来，这个空间一直用作博物馆。